# Rallye de Suède 2016
Le Rallye de Suède 2016 est le 2e rallye du Championnat du monde des rallyes 2016. Il se déroule normalement sur 21 épreuves spéciales entre Karlstad et Hagfors, mais cette année, à la suite du manque de neige lié à une météo trop douce, huit spéciales ont été annulées avant le départ du rallye et une, l'ES20, durant l'évènement. Finalement, seules 12 spéciales auront été courues.

## Résultats

### Classement final
| Rang              | Pilote            | Copilote            | Numéro            | Voiture               | Écurie                           | Temps             | Écart             | Points            |
| Toutes catégories | Toutes catégories | Toutes catégories   | Toutes catégories | Toutes catégories     | Toutes catégories                | Toutes catégories | Toutes catégories | Toutes catégories |
| ----------------- | ----------------- | ------------------- | ----------------- | --------------------- | -------------------------------- | ----------------- | ----------------- | ----------------- |
| 1.                | Sébastien Ogier   | Julien Ingrassia    | 1                 | Volkswagen Polo R WRC | Volkswagen Motorsport            | 1 h 59 min 47 s 4 | --                | 283               |
| 2.                | Hayden Paddon     | John Kennard        | 4                 | Hyundai i20 WRC       | Hyundai World Rally Team         | 2 h 00 min 17 s 2 | +29 s 8           | 18                |
| 3.                | Mads Østberg      | Ola Fløene          | 5                 | Ford Fiesta RS WRC    | M-Sport WRT                      | 2 h 00 min 43 s 0 | +55 s 6           | 15                |
| 4.                | Andreas Mikkelsen | Anders Jæger        | 9                 | Volkswagen Polo R WRC | Volkswagen Motorsport            | 2 h 00 min 58 s 2 | +1 min 10 s 8     | 142               |
| 5.                | Ott Tanak         | Raigo Molder        | 12                | Ford Fiesta RS WRC    | Dmack WRT                        | 2 h 01 min 38 s 1 | +1 min 50 s 7     | 10                |
| 6.                | Dani Sordo        | Marc Martí          | 20                | Hyundai i20 WRC       | Hyundai World Rally Team         | 2 h 02 min 11 s 4 | +2 min 24 s 0     | 8                 |
| 7.                | Henning Solberg   | Ilka Minor          | 16                | Ford Fiesta RS WRC    | Adapta Motorsport                | 2 h 02 min 27 s 4 | +2 min 40 s 0     | 6                 |
| 8.                | Craig Breen       | Team Oreca          | 15                | Citroën DS3 WRC       | Abu Dhabi Total World Rally Team | 2 h 02 min 32 s 0 | +2 min 44 s 6     | 4                 |
| 9.                | Elfyn Evans       | Daniel Barritt      | 44                | Ford Fiesta R5        | M-Sport WRT                      | 2 h 05 min 04 s 4 | +5 min 17 s 0     | 2                 |
| 10.               | Teemu Suninen     | Mikko Markkula (fi) | 83                | Škoda Fabia R5 (en)   | Team Oreca                       | 2 h 05 min 19 s 0 | +5 min 31 s 6     | 1                 |

3, 2, 1 : y compris les 3, 2 et 1 points attribués aux trois premiers de la spéciale télévisée (power stage).

### Spéciales chronométrées
| Étape                  | Spéciale | Nom                          | Distance | Vainqueur          | Voiture               | Temps            | Leader          |
| ---------------------- | -------- | ---------------------------- | -------- | ------------------ | --------------------- | ---------------- | --------------- |
| 1re (11 et 12 février) | SS1      | Karlstad Super-Special 1     | 1,90 km  | Spéciale annulée   | Spéciale annulée      | Spéciale annulée | Pas de leader   |
| 1re (11 et 12 février) | SS2      | Torsby 1                     | 16,48 km | Sébastien Ogier    | Volkswagen Polo R WRC | 8 min 53 s 0     | Sébastien Ogier |
| 1re (11 et 12 février) | SS3      | Röjden 1                     | 18,47 km | Sébastien Ogier    | Volkswagen Polo R WRC | 9 min 32 s 3     | Sébastien Ogier |
| 1re (11 et 12 février) | SS4      | Svullrya 1                   | 24,23 km | Sébastien Ogier    | Volkswagen Polo R WRC | 12 min 47 s 9    | Sébastien Ogier |
| 1re (11 et 12 février) | SS5      | Kirkenær 1                   | 7,07 km  | Spéciale annulée   | Spéciale annulée      | Spéciale annulée | Sébastien Ogier |
| 1re (11 et 12 février) | SS6      | Kirkenær 2                   | 7,07 km  | Spéciale annulée   | Spéciale annulée      | Spéciale annulée | Sébastien Ogier |
| 1re (11 et 12 février) | SS7      | Svullrya 2                   | 24,23 km | Kris Meeke         | Citroën DS3 WRC       | 12 min 44 s 2    | Sébastien Ogier |
| 1re (11 et 12 février) | SS8      | Röjden 2                     | 18,47 km | Hayden Paddon      | Hyundai i20 WRC       | 9 min 52 s 8     | Sébastien Ogier |
| 1re (11 et 12 février) | SS9      | Torsby 2                     | 16,48 km | Hayden Paddon      | Hyundai i20 WRC       | 8 min 56 s 6     | Sébastien Ogier |
| 2e (13 février)        | SS10     | Fredriksberg 1               | 18,19 km | Sébastien Ogier    | Volkswagen Polo R WRC | 9 min 43 s 4     | Sébastien Ogier |
| 2e (13 février)        | SS11     | Rämmen 1                     | 22,76 km | Spéciale annulée   | Spéciale annulée      | Spéciale annulée | Sébastien Ogier |
| 2e (13 février)        | SS12     | Vargåsen 1                   | 24,70 km | Jari-Matti Latvala | Volkswagen Polo R WRC | 12 min 56 s 7    | Sébastien Ogier |
| 2e (13 février)        | SS13     | Fredriksberg 2               | 18,9 km  | Spéciale annulée   | Spéciale annulée      | Spéciale annulée | Sébastien Ogier |
| 2e (13 février)        | SS14     | Rämmen 2                     | 22,76 km | Jari-Matti Latvala | Volkswagen Polo R WRC | 11 min 03 s 2    | Sébastien Ogier |
| 2e (13 février)        | SS15     | Hagfors Sprint               | 1,87 km  | Spéciale annulée   | Spéciale annulée      | Spéciale annulée | Sébastien Ogier |
| 2e (13 février)        | SS16     | Vargåsen 2                   | 24,70 km | Sébastien Ogier    | Volkswagen Polo R WRC | 12 min 48 s 8    | Sébastien Ogier |
| 2e (13 février)        | SS17     | Karlstad Super-Special 2     | 1,90 km  | Jari-Matti Latvala | Volkswagen Polo R WRC | 1 min 34 s 9     | Sébastien Ogier |
| 3e (14 février)        | SS18     | Lesjöfors 1                  | 15,00 km | Spéciale annulée   | Spéciale annulée      | Spéciale annulée | Sébastien Ogier |
| 3e (14 février)        | SS19     | Värmullsåsen 1               | 15,87 km | Spéciale annulée   | Spéciale annulée      | Spéciale annulée | Sébastien Ogier |
| 3e (14 février)        | SS20     | Lesjöfors 2                  | 15,00 km | Spéciale annulée   | Spéciale annulée      | Spéciale annulée | Sébastien Ogier |
| 3e (14 février)        | SS21*    | Värmullsåsen 2 (Power stage) | 15,87 km | Sébastien Ogier    | Volkswagen Polo R WRC | 7 min 42 s 7     | Sébastien Ogier |

* : spéciale télévisée attribuant des points aux trois premiers pilotes

## Classements au championnat après l'épreuve

### Classement des pilotes
Selon le système de points en vigueur, les 10 premiers équipages remportent des points, 25 points pour le premier, puis 18, 15, 12, 10, 8, 6, 4, 2 et 1.
| Pos. | Pilotes            | MON | SUE | MEX | ARG | POR | ITA | POL | FIN | GER | CHN | FRA | ESP | GBR | AUS | Points |
| ---- | ------------------ | --- | --- | --- | --- | --- | --- | --- | --- | --- | --- | --- | --- | --- | --- | ------ |
| 1    | Sébastien Ogier    | 253 | 253 |     |     |     |     |     |     |     |     |     |     |     |     | 56     |
| 2    | Andreas Mikkelsen  | 181 | 122 |     |     |     |     |     |     |     |     |     |     |     |     | 33     |
| 3    | Mads Østberg       | 12  | 15  |     |     |     |     |     |     |     |     |     |     |     |     | 27     |
| 4    | Hayden Paddon      | 0   | 18  |     |     |     |     |     |     |     |     |     |     |     |     | 18     |
| -    | Dani Sordo         | 82  | 8   |     |     |     |     |     |     |     |     |     |     |     |     | 18     |
| 6    | Ott Tänak          | 6   | 10  |     |     |     |     |     |     |     |     |     |     |     |     | 16     |
| 7    | Thierry Neuville   | 15  | 0   |     |     |     |     |     |     |     |     |     |     |     |     | 15     |
| 8    | Stéphane Lefebvre  | 10  | -   |     |     |     |     |     |     |     |     |     |     |     |     | 10     |
| 9    | Elfyn Evans        | 4   | 2   |     |     |     |     |     |     |     |     |     |     |     |     | 6      |
| -    | Henning Solberg    | -   | 6   |     |     |     |     |     |     |     |     |     |     |     |     | 6      |
| 11   | Craig Breen        | -   | 4   |     |     |     |     |     |     |     |     |     |     |     |     | 4      |
| 12   | Esapekka Lappi     | 2   | 0   |     |     |     |     |     |     |     |     |     |     |     |     | 2      |
| 13   | T Suninen          | -   | 1   |     |     |     |     |     |     |     |     |     |     |     |     | 1      |
| -    | Armin Kremer       | 1   | -   |     |     |     |     |     |     |     |     |     |     |     |     | 1      |
| -    | Kris Meeke         | Ab. | 01  |     |     |     |     |     |     |     |     |     |     |     |     | 1      |
| 16   | Felice Re          | 0   | -   |     |     |     |     |     |     |     |     |     |     |     |     | 0      |
| -    | Bryan Bouffier     | Ab. | -   |     |     |     |     |     |     |     |     |     |     |     |     | 0      |
| -    | Jari-Matti Latvala | Ab. | 0   |     |     |     |     |     |     |     |     |     |     |     |     | 0      |
| -    | Lorenzo Bertelli   | Ab. | -   |     |     |     |     |     |     |     |     |     |     |     |     | 0      |
| -    | Eric Camilli       | Ab. | Ab. |     |     |     |     |     |     |     |     |     |     |     |     | 0      |
| -    | Robert Kubica      | Ab. | -   |     |     |     |     |     |     |     |     |     |     |     |     | 0      |

| Couleur | Résultat                                                         |
| ------- | ---------------------------------------------------------------- |
| Or      | Vainqueur                                                        |
| Argent  | 2e place                                                         |
| Bronze  | 3e place                                                         |
| Vert    | Classé, dans les points                                          |
| Bleu    | Classé, hors des points Non classé (Nc.)                         |
| Mauve   | Abandon (Ab.) Retrait (Re.)                                      |
| Noir    | Disqualifié (Dq.)                                                |
| Blanc   | N'a pas pris le départ (Np.) Forfait (Forf.) Épreuve annulée (A) |
| Aucune  | N'a pas participé (-)                                            |

### Classement des constructeurs
Les points sont accordés aux 10 premiers classés.
| Position | 1er | 2ème | 3ème | 4ème | 5ème | 6ème | 7ème | 8ème | 9ème | 10ème |
| Points   | 25  | 18   | 15   | 12   | 10   | 8    | 6    | 4    | 2    | 1     |

| Pos. | Constructeurs            | No. | MON | SUE | MEX | ARG | POR | ITA | POL | FIN | GER | CHN | FRA | ESP | GBR | AUS | Points |
| ---- | ------------------------ | --- | --- | --- | --- | --- | --- | --- | --- | --- | --- | --- | --- | --- | --- | --- | ------ |
| 1    | Volkswagen Motorsport    | 1   | 25  | 25  |     |     |     |     |     |     |     |     |     |     |     |     | 54     |
| 1    | Volkswagen Motorsport    | 2   | Ab. | 4   |     |     |     |     |     |     |     |     |     |     |     |     | 54     |
| 2    | Hyundai World Rally Team | 3   | 15  | 6   |     |     |     |     |     |     |     |     |     |     |     |     | 43     |
| 2    | Hyundai World Rally Team | 4   | 10  | 18  |     |     |     |     |     |     |     |     |     |     |     |     | 43     |
| 3    | Volkswagen Motorsport II | 9   | 18  | 12  |     |     |     |     |     |     |     |     |     |     |     |     | 30     |
| 4    | M-Sport                  | 5   | 12  | 15  |     |     |     |     |     |     |     |     |     |     |     |     | 27     |
| 4    | M-Sport                  | 6   | Ab. | Ab. |     |     |     |     |     |     |     |     |     |     |     |     | 27     |
| 5    | DMACK World Rally Team   | 12  | 8   | 10  |     |     |     |     |     |     |     |     |     |     |     |     | 18     |
| 6    | Hyundai Motorsport N     | 10  | 6   | 8   |     |     |     |     |     |     |     |     |     |     |     |     | 14     |